# Fritz Paepcke
Fritz Paepcke  (* 6. Juni 1916 in Berlin; † 18. Februar 1990 in Budapest) war ein deutscher Romanist, Übersetzer und Übersetzungswissenschaftler.

## Leben und Werk
Paepcke studierte in Berlin, Leipzig, Paris und München Romanistik und Latinistik. Er promovierte 1946 in München über Die französische Nominalkomposition. Ein Beitrag zur Ausdrucksweise der modernen Sprache (ungedruckt). Von 1947 bis 1952 unterrichtete er an der Philosophisch-theologischen Hochschule Regensburg, ab 1952 war er Leiter der Abteilung Französisch am Institut für Übersetzen und Dolmetschen (IÜD) der Universität Heidelberg, von 1966 bis zu seiner Emeritierung 1981 als Professor. Dann lehrte er als Gastprofessor am Eötvös Collegium in Budapest.
Sein Grab befindet sich auf dem Bergfriedhof in Heidelberg.

## Weitere Werke
- (mit F. R. Brunner)  Grundzüge der französischen Abfassung von amtlichen Verfügungen und Bekanntmachungen,  Leipzig 1942
- Kategorien des geglückten Übersetzens [Vortrag], Schwerte 1981
- (mit Philippe Forget) Textverstehen und Übersetzen. Ouvertures sur la traduction, Heidelberg 1981